# Vasilie Simiocenco
Vasile Simioncenco, född den 8 januari 1947 i Crişan, Rumänien, är en rumänsk kanotist.
Han tog bland annat VM-guld i K-4 10000 meter i samband med sprintvärldsmästerskapen i kanotsport 1971 i Belgrad.